# The Cavern Beatles
The Cavern Beatles ist eine Beatles-Coverband aus Liverpool, die seit 1989 existiert. Der Cavern Club gestattete ihnen, das Logo des Clubs in ihr Bandlogo aufzunehmen.

## Geschichte
Die Cavern Beatles gründeten sich ursprünglich unter dem Namen „The Merseymen“, eigentlich aus einer Bierlaune heraus. Derek Kerrigan arbeitete zu jener Zeit als Model für den Freemans Catalogue und hatte jede Menge Anzüge übrig, für die er keine Verwendung hatte. Sie dienten als Bühnenoutfits für Kerrigan und seine Freunde. Die vier buchten das Alchemy Recording Studio in Liverpool und spielten dort ein Demo ein, das für US-amerikanische Buchungsagenturen gedacht war. Jedoch gab es in den Vereinigten Staaten schon eine Reihe von Beatles-Coverbands und so versuchte sich die Band zu professionalisieren und blieb im Vereinigten Königreich. Anschließend wechselten die Line-ups, von der ursprünglichen Besetzung war Rick Alan am längsten aktiv. Seit 2011 existiert ein neues Line-up mit Paul Tudhope (John Lennon), Steve White (Paul McCartney), Craig Gamble (George Harrison) und Simon Ramsden (Ringo Starr).
Der Bandname bezieht sich auf die Anfangszeit der Beatles, die oft im Cavern Club aufgetreten sind. Das Repertoire der Gruppe umfasste fast ausschließlich Songs der frühen Phase vor der Entdeckung durch Brian Epstein. Nachdem Freunde der Band den Club kauften, darf die Gruppe den Namen auch offiziell benutzen. Bis 2003 konzentrierte sich die Band auf das Frühwerk der Beatles aus dem Jahr 1963, also den beiden Alben Please Please Me und With the Beatles. Ein Jahr später erweiterte die Band ihr Repertoire um die Alben A Hard Day’s Night, Beatles for Sale und Help!. Seit 2005 fanden auch die restlichen Alben Berücksichtigung. Seit 2012 fungiert Horst Fascher als Schirmherr der Band.

## Rezeption
The Cavern Beatles zählen zu den bekanntesten und beliebtesten Beatles-Coverbands. Sie tritt auf der ganzen Welt auf und hat etwa 150 Auftritte im Jahr. Dabei versucht die Band sowohl vom Gesang, als auch von der Kleidung her authentisch zu wirken.